# Эскау, Андреа
Андре́а Эска́у (нем. Andrea Eskau; род. 21 марта 1971 года, Апольда, Эрфурт, ГДР) — немецкая спортсменка-паралимпиец, выступавшая в велоспорте, биатлоне и лыжных гонках. В велоспорте — 4-кратная чемпионка Паралимпийских игр (2008, 2012, 2016). Трёхкратная чемпионка Паралимпийских игр в биатлоне (2014 и 2018) и чемпионка Паралимпийских игр в лыжных гонках (2014). Многократная чемпионка мира по паралимпийскому биатлону и лыжным гонкам.

## Биография
Андреа Эскау родилась в городе Апольда, ГДР. В 1998 году попала в аварию на велосипеде, в которой получила повреждение спинного мозга. В период реабилитации стала заниматься паралимпийским спортом. Андреа начинала свою карьеру в баскетболе на колясках, а в 2009 году начала выступать в лыжных гонках и биатлоне. Также она занимается гонками на колясках и велосипедах с ручным приводом.

Девиз Андреа: 
Если ситуация полностью под контролем, значит ты едешь недостаточно быстро.

## Спортивная карьера
Первой Паралимпиадой для Андреа стали игры в Пекине в 2008 году. На них ей удалось стать Паралимпийской чемпионкой в шоссейной гонке в категории HC A/B/C, а в гонке на время заняла 5-е место.
В 2010 году на играх в Ванкувере Андреа Эскау стала серебряной призёркой в лыжных гонках на 5 км и бронзовой в индивидуальной гонке в биатлоне. В лыжной гонке на 10 км заняла 8-е место. В биатлонном пасьюте финишировала лишь 6-й.
В 2011 году на чемпионате мира по паралимпийскому биатлону и лыжным гонкам в Ханты-Мансийске Андреа стала двукратной чемпионкой (лыжные гонки — спринт, биатлон — 10 км) и трёхкратной бронзовой призёркой (лыжные гонки — 10 км, биатлон — 7,5 км, пасьют).
На играх в Лондоне в 2012 году стала двукратной Паралимпийской чемпионкой, победив в гонке на время и шоссейной гонке.
В 2013 году на чемпионате мира в Соллефтео Андреа Эскау стала трёхкратной чемпионкой (лыжные гонки — 5 км, 10 км, биатлон — 12,5 км) и бронзовой призёркой (лыжные гонки — смешанная эстафета).
Игры в Сочи 2014 года принесли Андреа золотую медаль в биатлоне на дистанции в 6 км. В лыжных гонках Эскау стала Паралимпийской чемпионкой в гонке на 5 км. В других дисциплинах Андреа Эскау не добилась столь высоких результатов.

## Спортивные достижения

### Летние Паралимпийские игры
| Место | Дата             | Место проведения | Вид                        |
| ----- | ---------------- | ---------------- | -------------------------- |
| 1     | 13 сентября 2008 | Пекин            | Велоспорт, шоссейная гонка |
| 1     | 5 сентября 2012  | Лондон           | Велоспорт, гонка на время  |
| 1     | 7 сентября 2012  | Лондон           | Велоспорт, шоссейная гонка |

### Зимние Паралимпийские игры
| Место   | Дата          | Место проведения | Вид                              |
| ------- | ------------- | ---------------- | -------------------------------- |
| 6       | 13 марта 2010 | Ванкувер         | Биатлон, пасьют                  |
| 8       | 14 марта 2010 | Ванкувер         | Лыжные гонки, 10 км              |
| 3       | 17 марта 2010 | Ванкувер         | Биатлон, индивидуальная гонка    |
| 2       | 18 марта 2010 | Ванкувер         | Лыжные гонки, 5 км               |
| 6       | 21 марта 2010 | Ванкувер         | Лыжные гонки, спринт             |
| 1       | 8 марта 2014  | Сочи             | Биатлон, 6 км                    |
| DNF     | 9 марта 2014  | Сочи             | Лыжные гонки, 12 км              |
| DNF     | 11 марта 2014 | Сочи             | Биатлон, 10 км                   |
| 6 (DSQ) | 12 марта 2014 | Сочи             | Лыжные гонки, спринт             |
| 7       | 14 марта 2014 | Сочи             | Биатлон, 12,5 км                 |
| 5       | 15 марта 2014 | Сочи             | Лыжные гонки, смешанная эстафета |
| 1       | 16 марта 2014 | Сочи             | Лыжные гонки, 5 км               |

### Чемпионаты мира
| Место | Дата           | Место проведения | Вид                              |
| ----- | -------------- | ---------------- | -------------------------------- |
| 3     | 2 апреля 2011  | Ханты-Мансийск   | Биатлон, пасьют                  |
| 5     | 3 апреля 2011  | Ханты-Мансийск   | Лыжные гонки, 5 км               |
| 3     | 5 апреля 2011  | Ханты-Мансийск   | Лыжные гонки, 10 км              |
| 3     | 7 апреля 2011  | Ханты-Мансийск   | Биатлон, 7,5 км                  |
| 1     | 8 апреля 2011  | Ханты-Мансийск   | Лыжные гонки, спринт             |
| 1     | 10 апреля 2011 | Ханты-Мансийск   | Биатлон, 10 км                   |
| DNF   | 2013           | Соллефтео        | Биатлон, 6 км                    |
| 4     | 2013           | Соллефтео        | Биатлон, 10 км                   |
| 1     | 2013           | Соллефтео        | Биатлон, 12,5 км                 |
| 9     | 2013           | Соллефтео        | Лыжные гонки, спринт             |
| 1     | 2013           | Соллефтео        | Лыжные гонки, 5 км               |
| 1     | 2013           | Соллефтео        | Лыжные гонки, 10 км              |
| 3     | 2013           | Соллефтео        | Лыжные гонки, смешанная эстафета |